# Zpracované maso

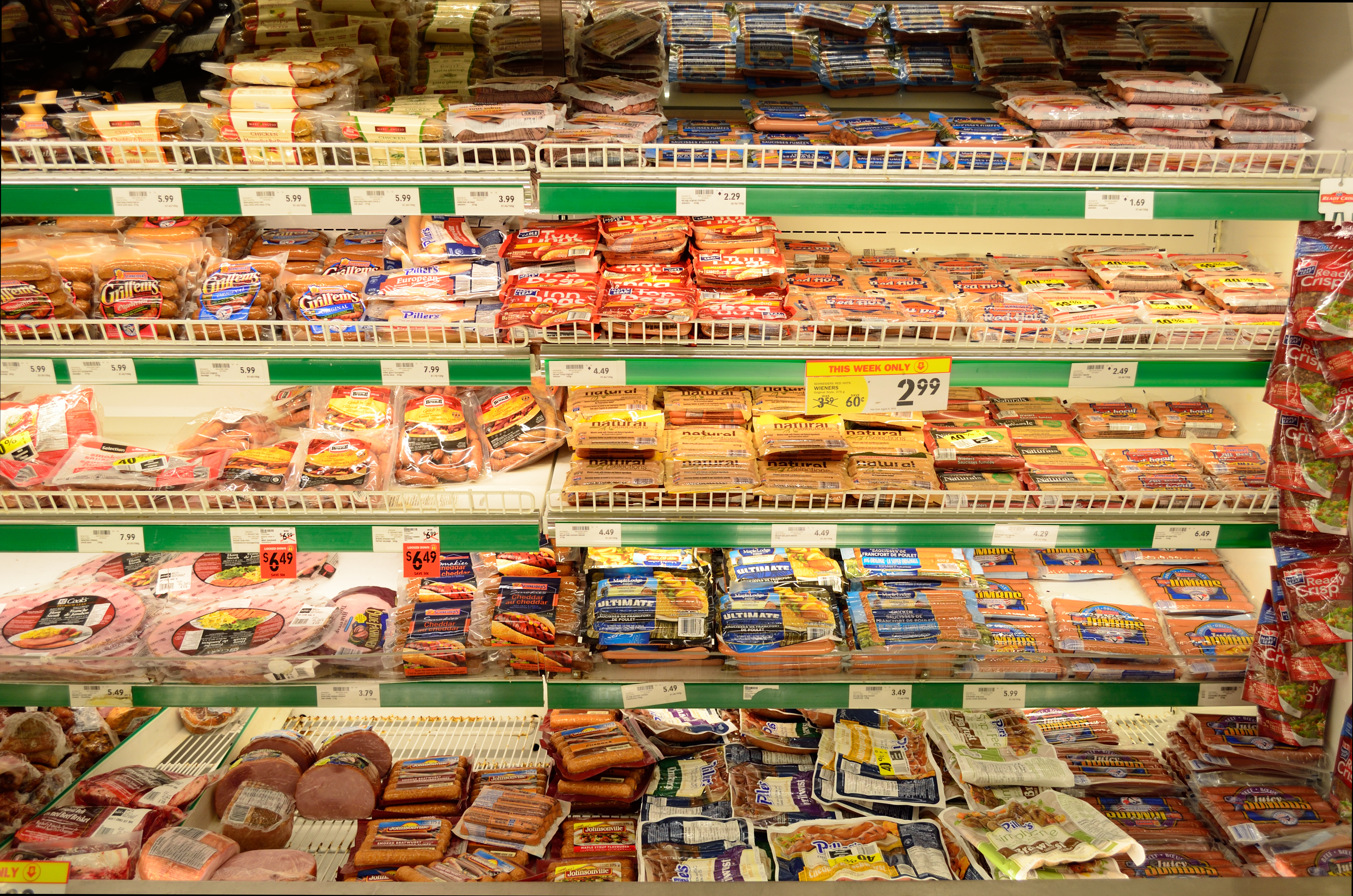
Různé druhy zpracovaného masa při prodeji v obchodě.

Zpracované maso je maso, které bylo zpracováno za účelem vylepšení chuti či trvanlivosti. Jde například o solení, nasolování, fermentaci či uzení. Příkladem takových potravin je například slanina, šunka, uzenina, salám či luncheon meat.

## Vliv na zdraví
Zpracované maso považuje IARC za karcinogen. Oproti nezpracovanému zvyšuje přibližně o polovinu kardiovaskulární onemocnění i riziko smrti.